# Hoplandrothrips pergandei
Hoplandrothrips pergandei är en insektsart som först beskrevs av Harold R. Hinds 1902.  Hoplandrothrips pergandei ingår i släktet Hoplandrothrips och familjen rörtripsar. Inga underarter finns listade i Catalogue of Life.